# Sychrov (Borotín)
Sychrov (německy Sychrau) je samota, část městyse Borotín v okrese Tábor v Jihočeském kraji. Nachází se asi tři kilometry severozápadně od Borotína. Prochází zde silnice II/120. Je zde evidována jedna adresa. V roce 2011 zde trvale žili čtyři obyvatelé.
Sychrov leží v katastrálním území Libenice u Tábora o výměře 4,61 km².

## Historie
První písemná zmínka o vesnici pochází z roku 1659.

## Obyvatelstvo
| Rok            | 1869 | 1880 | 1890 | 1900 | 1910 | 1921 | 1930 | 1950 | 1961 | 1970 | 1980 | 1991 | 2001 | 2011 | 2021 |
| -------------- | ---- | ---- | ---- | ---- | ---- | ---- | ---- | ---- | ---- | ---- | ---- | ---- | ---- | ---- | ---- |
| Počet obyvatel | 16   | 9    | 6    | 8    | 6    | 6    | 2    | 4    | 3    | 5    | 1    | 1    | 5    | 4    | 4    |
| Počet domů     | 2    | 2    | 2    | 2    | 1    | 1    | 1    | 1    | 1    | 1    | 1    | 1    | 1    | 1    | 1    |

## Obecní správa
Při sčítání lidu v letech 1850–1975 Sychrov byl osadou obce Libenice, se kterým patřil nejprve do okresu Sedlčany, ale v roce 1950 v okrese Votice a od roku 1960 v okrese Tábor. Od 1. července 1975 je částí městyse Borotín v okrese Tábor.

## Další fotografie

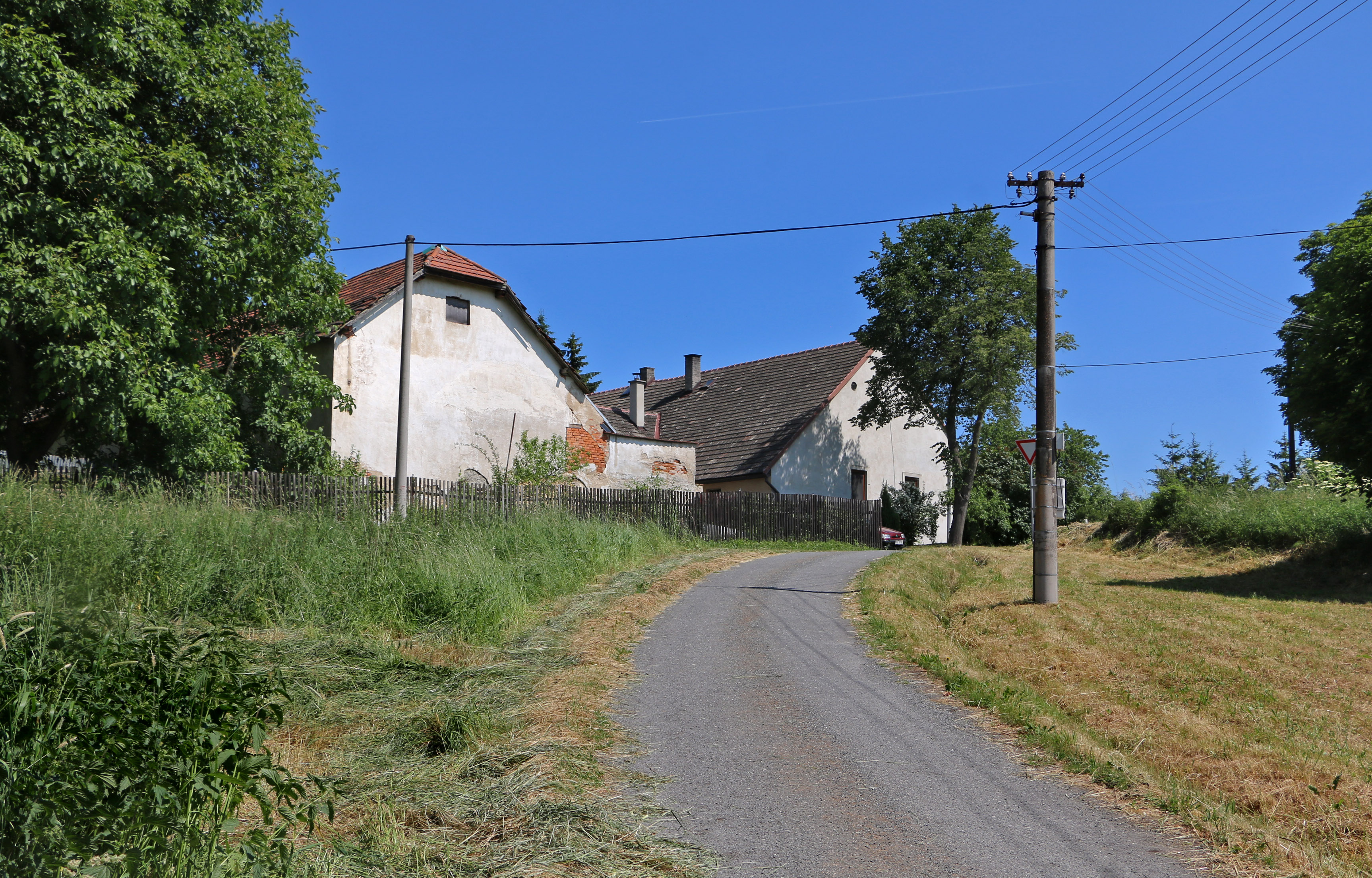
Dům čp. 1
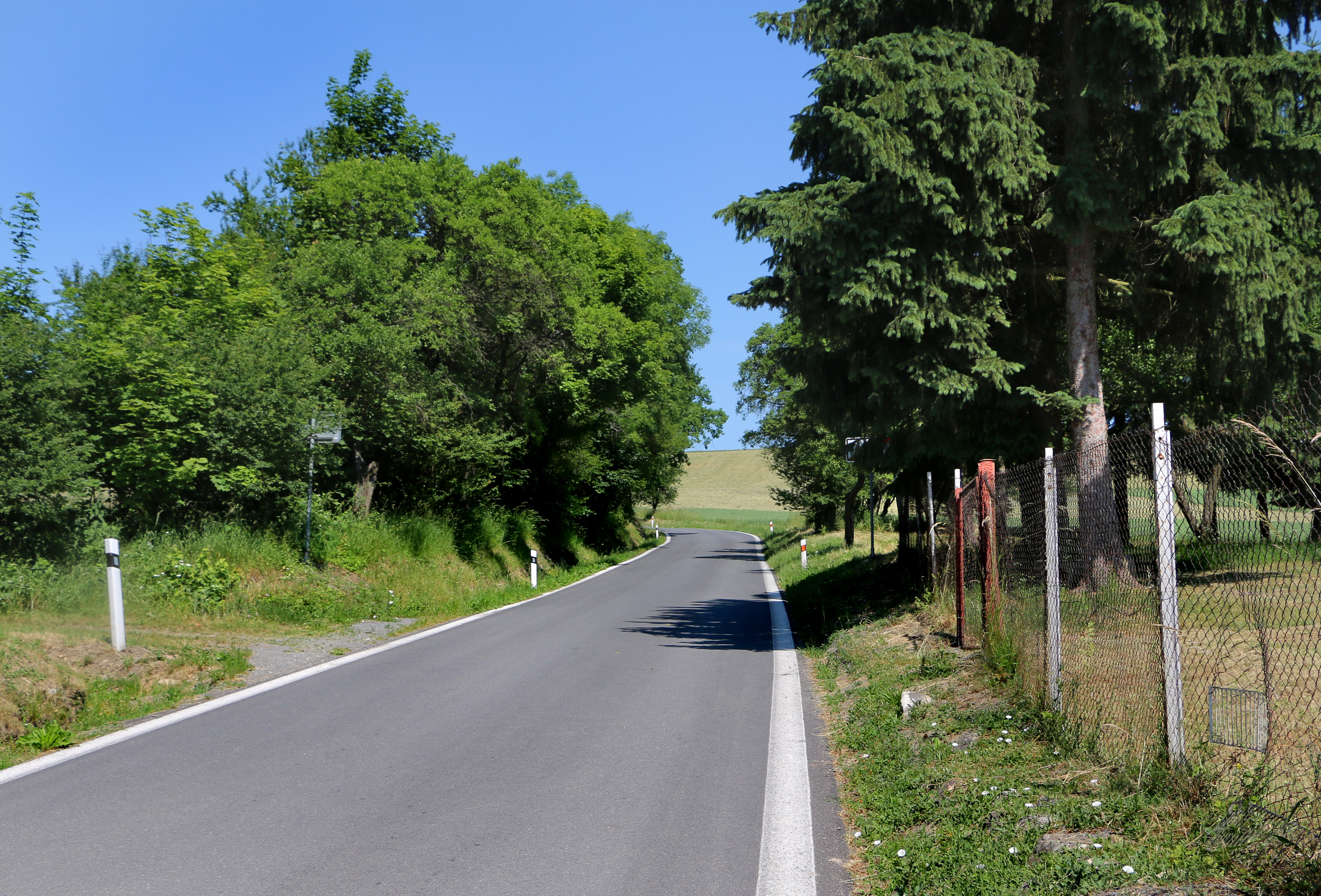
Silnice II. třídy 120 směrem k Libenicím